# أليكس فرازير
أليكس فرازير هو عسكري كندي، ولد في 22 يونيو 1916 في فيكتوريا في كندا، وتوفي في 9 مايو 1989 في كينيل في كندا بسبب سرطان المريء.